# The Enemy Inside
"The Enemy Inside" é a segunda faixa e o primeiro single do álbum Dream Theater, da banda homônima estadunidense de metal progressivo. A faixa foi anunciada no perfil oficial no Facebook da banda e disponibilizada em primeira mão no site do USA Today para streaming em 5 de agosto. Um lyric video foi disponibilizado no dia seguinte pela banda em seu canal oficial no YouTube.
Em 23 de setembro, a banda lançou o videoclipe do single, no qual veteranos da guerra são mostrados voltando para suas casas e sofrendo de transtorno de estresse pós-traumático.
Em 6 de dezembro de 2013, "The Enemy Inside" foi indicado ao prêmio Grammy de "Melhor Performance de Metal", a segunda música da banda a concorrer ao prêmio.